# Goleniowski Park Przemysłowy
Goleniowski Park Przemysłowy – park przemysłowy w sołectwie Łozienica, w okolicach Goleniowa, w województwie zachodniopomorskim.

## Położenie
Tereny GPP położone są na terenach sołectwa Łozienica, między lasem Puszczy Goleniowskiej, drogą krajową nr 3 i 6 (obwodnica Goleniowa, droga ekspresowa) oraz rozrzuconą wsią Łozienica i fragmentami lasu sosnowego. Są to tereny niezalesione, zajmowane wcześniej przez pola i łąki. Park jest oddalony od miasta o ok. 2 km na zachód. Park położony jest w odległości 20 km od Szczecina które jest miastem portowym i wojewódzkim.

## Komunikacja i media
Goleniowski Park Przemysłowy posiada dogodne połączenia drogowe, ok. 0,5 km od centrum parku biegnie droga S3 wraz z drogą krajową nr 6, obwodnica miasta Goleniowa. Do głównej drogi można dostać się szosą Goleniów-Załom i bezkolizyjnym skrzyżowaniem. Najbliższy przystanek kolejowy Goleniów Park Przemysłowy znajduje się tuż przy strefie, zaś port lotniczy w Glewicach – port lotniczy Szczecin-Goleniów. Przez środek parku przebiega, droga asfaltowa. Teren GPP jest całkowicie uzbrojony w elektryczność, instalacje gazowe, kanalizację sanitarną i ściekową. W niedalekiej odległości znajduje się nadajnik telekomunikacyjny.

## Inwestorzy
Gmina Goleniów oraz przywileje specjalnej strefy ekonomicznej czynią teren GPP bardzo atrakcyjnym dla potencjalnych inwestorów. Grunty stanowiące podstrefę Kostrzyńsko-Słubickiej Specjalnej Strefy Ekonomicznej zostały w całości sprzedane i są tam już realizowane inwestycje firm krajowych i zagranicznych. Firmy inwestujące w GPP zajmują się produkcją przędzy dywanowej, konfekcji, żywności, garbarstwem, przetwórstwem rolno-spożywczym oraz produkcją łopat dla elektrowni wiatrowych.